# Даушков Сергій Юхимович
Сергій Даушков (народився 8 жовтня 1905 в селі Лішня Кременецького повіту — помер 21 квітня 1991 в селі Мала Андруга) — український поет, прозаїк-казкар.

## Життєпис
Народився в багатодітній родині сільського мельника у селі Лішня на Кременеччині. Згодом батько переїхав у с. Мала Андруга, де взяв в оренду млин. Тут минуло дитинство майбутнього письменника. Через переїзди та багатодітність родини не мав змоги отримати систематичну освіту. Перші уроки дала йому старша сестра. Знання він черпав також із книг.
Під час Другої світової війни викладав у підстаршинській школі, яка діяла при УПА "Волинь-Південь". Після війни, не маючи спеціальної педагогічної освіти, деякий час працював вчителем у селах Дубенського району на Рівненщині. Був поштарем у селі Смига на Дубенщині. Тринадцять років працював у торгівлі. Після цього безвиїзно жив у Малій Андрузі. Сім'я виживала, збираючи та продаючи лікарські трави. Виручали також город та присадибне господарство.
21 квітня 1991 року Сергій Даушков відійшов у вічність.

## Творча спадщина
У 1924 році на шпальтах львівської газети "Громадський голос" з'явився перший вірш С. Даушкова. Згодом він почав писати оповідання, гуморески, фейлетони. Деякі з них надрукував "Літературно-науковий вісник" Дмитра Донцова.Написав більше десяти романів і повістей, понад 250 «Казок старого млина» (вийшли друком у 2008 році, через сімнадцять років після смерті письменника). На жаль, переважна більшість творчого доробку письменника у рукописах.
Історична повість з княжих часів "Опанас Тятива" друкована 1933 року у Львові (за газетою "Наш прапор", Львів, 28 травня 1933).
Темі Першої світової війни присвятив "Трилогію крові", романи "Волею Дажбога", "Проклін", збірку оповідань, новел та нарисів "Костоправ". 
Сергій Даушков — автор популярної історичної повісті про княжі часи «Було колись», виданої у Кременці 1936 року, кількох збірок оповідань, понад 50-и публікацій малої прози у різних часописах. У 2011 році вийшла друком повість "Було колись", 2015 року вийшла друга частина - "Хмара надходить", 2016 - третя частина "Кровавая слава".